# Тавшан, Элайис
Элайис Тавшан (нидерл. Elayis Tavşan; род. 30 апреля 2001, Роттердам, Южная Голландия) — нидерландский футболист, вингер итальянского клуба «Эллас Верона».

## Клубная карьера
Тавшан — воспитанник роттердамского клуба «Спарта». 18 ноября 2018 года в матче против НЕК он дебютировал в Эрстедивизи. 19 августа 2019 года Элайис на правах аренды стал игроком «Телстар». 23 августа в матче против «Эксельсиор» Тавшан дебютировал за новый клуб. 30 августа в матче против НЕК Элайис забил дебютный гол за «белых львов».
15 июня 2020 года, Тавшан стал игроком клуба НЕК и подписал трёхлетний контракт. 11 сентября в матче против «Йонг Аякс» он дебютировал за новый клуб.
В январе 2024 года, Элайис стал игроком итальянского клуба «Эллас Верона». 28 января в матче против «Фрозиноне» Тавшан дебютировал в итальянской Серии А.

## Международная карьера
В 2018 году в составе юношеской сборной Нидерландов Тавшан выиграл юношеский чемпионат Европы в Англии. На турнире он сыграл в матчах против команд Испании, Сербии, Ирландии, Англии и Италии.
В 2023 году в составе молодёжной сборной Нидерландов Тавшан принял участие в молодёжном чемпионате Европы в Румынии и Грузии. На турнире он сыграл в матче против Грузии.

## Достижения
Международные
Нидерланды (до 17)
- Юношеский чемпионат Европы — 2018[14]